# Марк Ракіль
Марк Ракіль (фр. Marc Raquil; нар. 2 квітня 1977) — французький легкоатлет, який спеціалізувався в бігу на короткі дистанції.

## Спортивні досягнення
Фіналіст (4-е місце) олімпійських змагань з естафетного бігу 4×400 метрів (2000).
Чемпіон світу з естафетного бігу 4×400 метрів (2003). Срібний призер чемпіонату світу з бігу на 400 метрів (2003). Фіналіст з естафетного бігу 4×400 метрів на чемпіонатах світу — 4-е місце у 1999 та 6-е місце у 2005.
Посів 4-е місце з естафетного бігу 4×400 метрів та 7-е місце з бігу на 400 метрів на Кубку світу (2006).
Чемпіон Європи з бігу на 400 метрів та з естафетного бігу 4×400 метрів (2006).
Переможець  бігу на 400 метрів (2001, 2003, 2005, 2006) та з естафетного бігу 4×400 метрів (2000, 2006) на Кубках Європи. Бронзовий призер з естафетного бігу 4×400 метрів на Кубках Європи (1998, 2002, 2005).
Чемпіон Європи в приміщенні з естафетного бігу 4×400 метрів (2005). Бронзовий призер чемпіонату Європи в приміщенні з бігу на 400 метрів (2000).
Бронзовий призер чемпіонату Європи серед молоді з бігу на 400 метрів (1999).
Багаторазовий чемпіон Франції з бігу на 400 метрів.

## Допінг
У лютому 2011 був дискваліфікований на 1 рік за порушення антидопінгових правил (неповідомлення антидопінгових органів про власне місце знаходження), попри фактичне припинення змагальної кар'єри ще 2008 року.